# Wanda Nesbitt

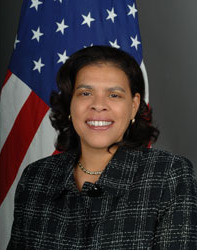
Wanda L Nesbitt.

Wanda L. Nesbitt (07 de dezembro de 1956) é uma diplomata dos Estados Unidos. E oficial do Serviço Exterior, ela foi nomeado embaixadora dos Estados Unidos para a Namíbia em 24 de setembro de 2010. Wanda se formou na Universidade da Pensilvânia, com uma licenciatura em relações internacionais e francês, além de estudar na Escola Nacional de Guerra.